# Øster Bjerregrav
Øster Bjerregrav, er en by i Østjylland med 1.029 indbyggere  (2024), beliggende i Øster Bjerregrav Sogn. Byen ligger i Randers Kommune og hører til Region Midtjylland.
Øster Bjerregrav ligger 8 kilometer fra Randers C og kun ca. 5 km fra motorvejsnettet ved E45 og har en egen aktiv boldklub, med døgnåbent fitnesscenter, en Min Købmand dagligvarebutik med OK tankanlæg, Bjerregrav skole med et elevtal på 162 i år 2020, en SFO, en dagpleje (både off. og privat) og en vuggestue. Der findes også et aktivt erhvervskvarter. Endvidere er der et stort og ny- renoveret (2015-2016) forsamlingshus. Byens aktive borgere har desuden forestået etableringen af en aktivitetspark, som løbende udbygges, Nuværende (2022) udvides med kæmpe stor og proff. skaterpark. Øster Bjerregrav er den ene af 2 landsbyer, i Region Midtjylland, der i 2017 er nomineret til titlen "Årets landsby". Området omkring Øster Bjerregrav byder på en flot natur.[kilde mangler] Landskabet er meget kuperet og byen ligger højt. Lavest ligger Fussing Sø ved Fussingø slot og det 1.001 hektar store naturområde "Bjerregrav Mose".
Der er fundet to runesten i landsbyen; Øster Bjerregrav-stenen 1 og Øster Bjerregrav-stenen 2, begge dateret til 970-1020.